# Daïra de Djezzar
La Daïra de Djezzar  est une daïra de la wilaya de Batna. Son chef-lieu est la commune éponyme de Djezzar.

## Localisation
La daïra est située à l'ouest de la wilaya de Batna.

## Communes de la daïra
La daïra est composée de trois communes : Abdelkader Azil, Djezzar et Ouled Ammar.